# Subhan Jabrayilov
Subhan Jabrayilov (en azerbaïdjanais: Sübhan  Cəbrayılov) était un officier de l'armée azerbaïdjanaise, sous-officier servant dans les forces armées azerbaïdjanaises. Il avait participé à la guerre du Haut-Karabakh de 2020, au cours de laquelle il avait été tué. Il avait reçu le titre de héros de la guerre patriotique pour son service pendant la guerre.

## Vie et service
Jabrayilov est né le 23 octobre 1983, dans le district de Salyan de la RSS d'Azerbaïdjan.
Subhan Jabrayilov a commencé sa carrière militaire en 2002. Il était un sous-officier (en azerbaïdjanais: Baş gizir) servant dans les forces terrestres des forces armées azerbaïdjanaises.
Subhan Jabrayilov s'est battu pour la liberté de Fuzuli, Zangilan et Gubadli pendant la guerre du Haut-Karabakh de 2020 qui a débuté le 27 septembre.
Il a été tué le 19 octobre lors des batailles pour Gubadli.

## Prix
Jabrayilov a reçu le titre de héros de la guerre patriotique le 9 décembre 2020, par décret du président Aliyev.
Jabrayilov a reçu la médaille «Pour la patrie» le 9 décembre 2020, par décret du président Aliyev.
Jabrayilov a reçu la médaille pour la libération de Jabrayil le 24 décembre 2020, par décret du président Aliyev.